# The Secret Language of Birds
The Secret Language of Birds – trzeci album solowy wokalisty zespołu Jethro Tull Iana Andersona wydany w roku 2000.
W książeczce dołączonej do płyty zamieszczone są informacje dotyczące inspiracji poszczególnych utworów.
Utwór Boris Dancing dedykowany jest Borysowi Jelcynowi.
Autorem wszystkich tekstów jak i całej muzyki jest Ian Anderson.

## Lista utworów
1. The Secret Language Of Birds – 4:17
2. The Little Flower Girl – 3:37
3. Montserrat – 3:21
4. Postcard Day – 5:07
5. The Water Carrier – 2:56
6. Set-Aside – 1:29
7. A Better Moon – 3:46
8. Sanctuary – 4:42
9. The Jasmine Corridor – 3:54
10. The Habanero Reel – 4:01
11. Panama Freighter – 3:21
12. The Secret Language Of Birds, PT. II – 3:06
13. Boris Dancing – 3:07
14. Circular Breathing – 3:45
15. The Stormont Shuffle – 3:20

## Twórcy
- Ian Anderson – śpiew, flety, gitara akustyczna, akustyczna gitara basowa, buzuki, mandolina, instrumenty perkusyjne
- Andrew Giddings – instrumenty klawiszowe, gitara basowa
- Martin Barre – gitara elektryczna (Boris Dancing, The Water Carrier)
- Gerry Conway – instrumenty perkusyjne (The Secret Language Of Birds, The Little Flower Girl)
- Darren Mooney – instrumenty perkusyjne (Sanctuary, The Secret Language Of Birds, PT. II)
- James Duncan Anderson – instrumenty perkusyjne (Panama Freighter)